# 学歴詐称
学歴詐称（がくれきさしょう）とは、他人や社会に対して、事実ではなく虚偽の学歴を表明することである。
自分の事実である学校教育水準よりも、上位の段階の学校に入学した、上位の段階の学校を卒業または修了し学位を取得したと表明する事例と、自分の事実である学校教育水準よりも、下位の段階の学校の卒業であると表明する事例と、小学校から大学院に至るまで、自分が実際に入学し卒業または修了した学校とは異なる学校に入学し卒業したと表明する事例がある。

## 類型

### 実際よりも高い学歴または他の学校の学歴を詐称
高学歴を詐称するか、同一学歴でありながら他の学校の学歴を詐称する場合。事例としては、この類型のものが多い。
1. 事実よりも上位の段階の学校に入学し卒業または修了して学位を取得した、または、入学したが卒業や修了せずに中退したと表明する事例。
  - 最終学歴が中学卒業であるのに、高等学校卒業または中退、大学卒業または中退、大学院修士課程修了または中退、大学院博士課程修了あるいは中退であると表明する。
  - 最終学歴が高等学校卒業または中退であるのに、大学卒業または中退、大学院修士課程修了または中退、大学院博士課程修了または中退であると表明する。
  - 最終学歴が高等専修学校（専修学校の高等課程）卒業であるにもかかわらず高専（高等専門学校）卒を称する。
  - 最終学歴が大学卒業または中退であるのに、大学院修士課程修了または中退、大学院博士課程修了または中退であると表明する。
2. 自分が実際に入学し卒業または修了した学校以外の学校に入学し卒業または修了したと表明する。
3. 卒業していない学校を卒業したと表明する事例。
  - 入学した学校を退学・除名・除籍などの処分を受け、正規に卒業していないにもかかわらず、卒業したと表明する。
4. 除籍・放校された学校を退学したと表明する事例。
  - 除籍または放校の場合は、その学校に在籍していた事実そのものが抹消され、そのための証明書などを取得できない。単なる退学の場合には在籍にかかる証明書を取得することが可能である。
5. 聴講生だったのに卒業または中退したと表明する事例。
  - 学位取得を目的としない聴講生だったことを、学位取得を目的とする正規の課程に入学し卒業または中退したと表明する。
  - 受講資格を設けない「オープンカレッジ」の講座を受講したことを、学位取得を目的とする正規の課程に入学し卒業または中退したと表明する。
6. 法律が定める学校として認定されていないまたは学校としての実体がない団体より得た学位を表明する。
  - 実質的には金銭と引き換えに学位を授与する海外の団体の発行した学士号や修士号や博士号をもって最終学歴を主張する。

### 実際よりも低い学歴を詐称
実際の学歴より低く詐称する、いわゆる「逆学歴詐称」と呼ばれるものである。高学歴を詐称するのに比べると少ないものの、高校卒業者を対象とする職種に就きたいため、大学卒業の事実を隠蔽する事例は存在する。
特に公務員試験に関しては、学歴区分による採用が官僚制組織の秩序維持、また高校卒業学歴者に対する雇用維持など諸々の目的を有していることから「逆学歴詐称」が発覚した場合、免職・停職・戒告などの懲戒処分若しくは訓戒の対象となる。
実際に兵庫県の神戸市役所では、大学卒業でありながら高卒以下限定の区分の採用試験を1980年に受けて合格した事務職員が、学歴詐称が発覚して2018年に懲戒免職となった。神戸市は2006年度に学歴の全庁調査を実施しており、この職員は虚偽報告を行っていた。
神戸市は2006年度の調査で、詐称を名乗り出れば諭旨免職、隠していることがわかれば懲戒免職とする方針を示し、36人が自己申告した。その後、2020年度までに学歴を詐称を隠していた職員が13人見つかり、全員が懲戒免職処分になった。
神戸市以外にも、2007年には大阪市で965人、横浜市で507人が学歴を低く偽っていたことが発覚したが、名乗り出た職員の処分は、停職処分にとどまった。
上記以外にも地方公務員採用試験では、現業・労務職（清掃員、給食調理員、動物園や水族館の飼育員、市電や公営バスの運転手など）の採用で「逆学歴詐称」が発生している。
一例として、熊本県熊本市の調査において、同市交通局所属の市電運転手8名を含む18名の職員が逆学歴詐称を行っていたことが発覚した。
「逆学歴詐称」の例
1. 最終学歴が大学院修士課程修了または中退、または、博士課程修了または中退であるのに、大学卒業または中退、高等学校卒業または中退、中学卒業であると表明する。
2. 最終学歴が大学卒業または中退であるのに、高等学校卒業または中退、中学卒業であると表明する。
3. 最終学歴が高等学校卒業または中退であるのに、中学卒業であると表明する。
4. 最終学歴が大学院修了・大学卒業などの上位学歴を有することを「秘して」いる。

## 日本における学歴詐称問題

### 違法性
学歴・職歴・犯罪歴の詐称や隠蔽、および、日本国政府が認定する免許を保有しているとの詐称が、違法になる事例は下記のとおりである。
- 公職選挙法で選出される公職者に立候補した人物が、選挙公報に虚偽の経歴を掲載した場合[注釈 1]、たとえ落選しても公職選挙法第235条違反になる。刑事訴訟になった例として大学受験をしていないのに大学に入学したと選挙公報に虚偽の経歴を掲載した新間正次経歴詐称事件がある。
- 政府機関が認定する試験（国家試験）を受けて合格するなど、一定の手続きを経た人だけが名乗ることができる資格を保有していないのに、資格称号を詐称した場合は、詐称した資格に関する法律違反になる（名称独占資格）[注釈 2]。
- 大学卒業または大学院修了の場合、学士、修士、博士の学位が授与され、その名称には授与大学の名称が付記される。大学卒業または大学院修了を詐称したり、実際には入学していない大学や大学院の卒業または修了を詐称した場合には、軽犯罪法第1条15号に違反する犯罪となる。
  - 軽犯罪法（昭和23年法律第39号）「第一条 　左の各号の一に該当する者は、これを拘留又は科料に処する。（中略）十五 　官公職、位階勲等、学位その他法令により定められた称号若しくは外国におけるこれらに準ずるものを詐称し、又は資格がないのにかかわらず、法令により定められた制服若しくは勲章、記章その他の標章若しくはこれらに似せて作つた物を用いた者」
- 学歴詐称の中でも、実在する教育機関の卒業証書（大学の学位記など）を行使の目的で偽造した場合、刑法第159条の「私文書偽造罪」が適用される[注釈 3]。

### 刑法上の犯罪とのかかわり

#### 詐欺罪・私文書偽造罪
学歴詐称は刑法の詐欺罪や私文書偽造罪という犯罪行為であるとの解説をしている事例があるが、学歴詐称がすべて、それらの構成要件にただちに該当するわけではない（職歴詐称や犯罪歴隠蔽に関しても同様）。
詐欺罪は、「人を欺いて財物を交付させた者」、または同様の方法によって「財産上不法の利益を得、又は他人にこれを得させた者」に対して適用される。学歴詐称によって就職して給料を受けたとしても、その給料は労働の対価として交付されたものであり、だまし取ったわけではないからである。ただし、学歴詐称によって財物をだまし取ることは、当然のことながら詐欺罪となる。
私文書偽造罪についても同様のことがいえる。たとえば、単に就職の際の履歴書に事実と異なる学歴を記載した場合は、私文書偽造罪の構成要件には該当しない。就職や就労や給料に関して、私文書偽造罪が成立する要件とは、他人になりすまして、他人の氏名や生年月日や本籍や住所を、応募文書または税金や社会保険の手続き文書に記載した場合である。この場合の法益の被侵害者と告訴権者は氏名を無断で使用された人であり雇用主ではない。ただし単なる履歴書の記載にとどまらず、学歴を証明する書類（卒業証書、学位記など）を偽造して提示した場合には、私文書偽造罪となる。
詐欺罪や私文書偽造罪ではなかったとしても、そうした学歴詐称が発覚した場合には、下記のような職務上の処分をうけるのは避けられない。

#### 給与等の返済義務
学歴詐称を行った場合には、在職中に支給された給与、賞与、社会保険料、福利厚生費を返済する義務が生じるとする向きもあるが、これは正しくない（労働基準法、健康保険法、厚生年金保険法、雇用保険法、労働者災害補償保険法も参照）。
給与や賞与は労働の成果に対する報酬、福利厚生費は雇用主が被雇用者や被雇用者の団体である労働組合や従業員会との契約により規定している支払いであるため、学歴詐称を行っていた場合にもいずれも返済する義務はなく、返済を命じた判例もない（職歴詐称や犯罪歴隠蔽に関しても同様）。ただし上記のような返還義務はなくとも、学歴詐称が判明した場合は次項のような懲戒処分が下されるのは避けられず、その中には賞与や退職金を不支給となる処分も含まれる。

### 学歴詐称者に対する処分
被雇用者が学歴を詐称（特に実際よりも高い学歴を詐称）して採用され就職後に詐称が発覚した場合、被雇用者は就業規則や服務規程に基づいて、懲戒解雇または懲戒免職、諭旨解雇または諭旨免職、分限免職、有期停職、有期減給、降格、戒告、譴責などの処分を受けることになる。
実際にどのような懲戒処分を受けることになるかは、詐称の程度や詐称に対する雇用主の認識や価値観、採用後の業績や雇用主への貢献度、被雇用者としての雇用主からの評価などによっても異なるため、どの程度の詐称ならどの程度の処分になるかの機械的な断定は困難である。
判例においても、一例として「三愛工業事件」では、採用を「高校卒業以下の者に限る」方針をとる同社に就職するにあたり、最終学歴が大学中退であるのに高校卒と詐称（低学歴を詐称）し、履歴書に虚偽の学歴および職歴を記載して解雇された者が会社を提訴したが「詐称の程度はさほど大きいとはいえない」などの理由で「解雇するのは著しく妥当性を欠き、解雇権の濫用」とされ、労働者側の勝訴となった（1980年8月6日、名古屋地裁判決）。
一方で「炭研精工事件」では、当時「中学・高校卒業者を募集対象とする」方針のある同社に応募し採用されるにあたり、履歴書に最終学歴を高校卒業と記載し、大学中退の事実を記載しなかったこと、刑事事件の公判係属中であることを秘匿したこと、また無断欠勤などが懲戒解雇事由に該当するなどとして懲戒解雇された者が会社側を提訴した。これについて「大学中退の学歴および二度にわたつて逮捕、勾留され、保釈中であり刑事事件の公判係属中であることを隠匿したことは、就業規則の懲戒事由に該当する」などの理由により労働者側敗訴となった（1991年9月19日、最高裁判決）。ただしこの場合は学歴詐称のみをもって敗訴したわけではなく、逮捕歴と刑事被告人であることを秘匿したことが大きな理由であったと思われる。

## 韓国における学歴詐称問題
韓国では2007年に女性大学教授がイェール大学での博士号取得というプロフィールが事実でなく同大学に在籍していなかったことが問題になり、この女性教授は大学教授の職を解任された。また、この女性教授が青瓦台（2007年当時の韓国大統領府）の高官を通じて大学関係者に連絡して問題をもみ消そうとしていたことも問題になり、この青瓦台高官も引責辞任した。韓国では2007年のこの問題をきっかけに各界で学歴詐称者が続出する事態に発展した。